# يوهان الأول، دوق كليفه
يوهان الأول، دوق كليفه وكونت مارك (16 فبراير 1419 - 5 سبتمبر 1481)؛ هو الابن أدولف الأول، دوق كليفه وماري من بورغندي شقيقة فيليب الطيب؛ حكم كليفه منذ 1448 ومارك منذ 1461 بعد وفاة عمه غيرهارد.
خاض ثلاثة حروب ضد ناخبو كولونيا حتى استطاع هزم أخيراً روبرشت من بالاتينات، وأخذ منه مدن كسانتن وسويست، من خلال هذه الحروب كان مدعوم من خاله فيليب الطيب؛ بحيث كانت تعتبر كليفه ومارك أحيانا ضمن مناطق نفوذ بورغندي، وأيضا في 1473 ساعد ابن خالها شارل الجريء في قهر دوقية خيلدرز.

## الزواج والأبناء
- تزوج في 22 فبراير 1455[1] من ابنة عمه إليزابيث من نيفير ابنة جان الثاني، كونت نيفير، وانجبت له ستة أبناء:-

1. يوهان الثاني، دوق كليفه (13 أبريل 1458 - 15 مارس 1521)؛ خلف والده.
2. أدولف (28 أبريل 1461 - 4 أبريل 1498)، كانون لييج.
3. إنغلبرت (26 سبتمبر 1462 - 21 نوفمبر 1506)؛ أصبح كونت نيفير وأو.
4. ديتريش (29 يونيو 1464؛ توفي صغيراً).
5. ماريا (8 أغسطس 1465 - 7 أكتوبر 1516).
6. فيليب (1 يناير 1467 - 5 مارس 1505)؛ أسقف نيفير وأميان وأوتون.